# Санџачка војска
Санџачка војска је формирана да би се - у духу заједничког операциског плана - обезбедила кооперација главних црногорских снага у Санџаку са дејством српске Ужичке војске, црногорска Врховна команда је до 25. августа 1914. формирала Санџачку војску.
Због неповољне ситуације код Пљеваљске дивизије, црногорска Врховна команда је још 19. августа наредила да се овој дивизији упуте појачања. Тога дана је стварно и почело формирање Санџачке војске, а одговарало је заједничком операциском плану српске и црногорске војске.
Формирање Санџачке војске извршено је од Пљеваљске дивизије и упућених јој појачања, и то из:
- Ловћенског одреда: Спушка бригада (3 батаљона) и новоформирана Ловћенска бригада (3 батаљона);
- Херцеговачког одреда: Колашинска бригада (5 батаљона) и 1 брдска батерија;
- Старосрбијанског одреда: Ђаковичка бригада (2 регрутска батаљона) и 2 пољска брзометна топа. Свега 13 батаљона и 1 1/2 батерија.

Бригаде одређене за формирање Санџачке војске одмах су кренуле за Санџак. Ђаковичка бригада је 25. августа стигла на леву обалу реке Лима, између Бродарева и Лисе, а Ловћенска, Колашинска и Спушка у Поља Колашинска.
У циљу лакшег командовања Санџачка војска је формирана у две дивизије:
- 1 санџачка дивизија, под командом бригадира Луке Гојнића, формирана је од Пљеваљске дивизије (без Пљеваљске бригаде) и Ђаковичке бригаде;
- 2 санџачка дивизија, под командом бригадира Машана Божовића, састава: Ловћенска, Спушка и Пљеваљска бригада.

Колашинска бригада је била у резерви Санџачке војске.

## Ратна дејства
- Српско-црногорска офанзива у Босну
- Мојковачка битка